# 祇園大橋 (広島市)

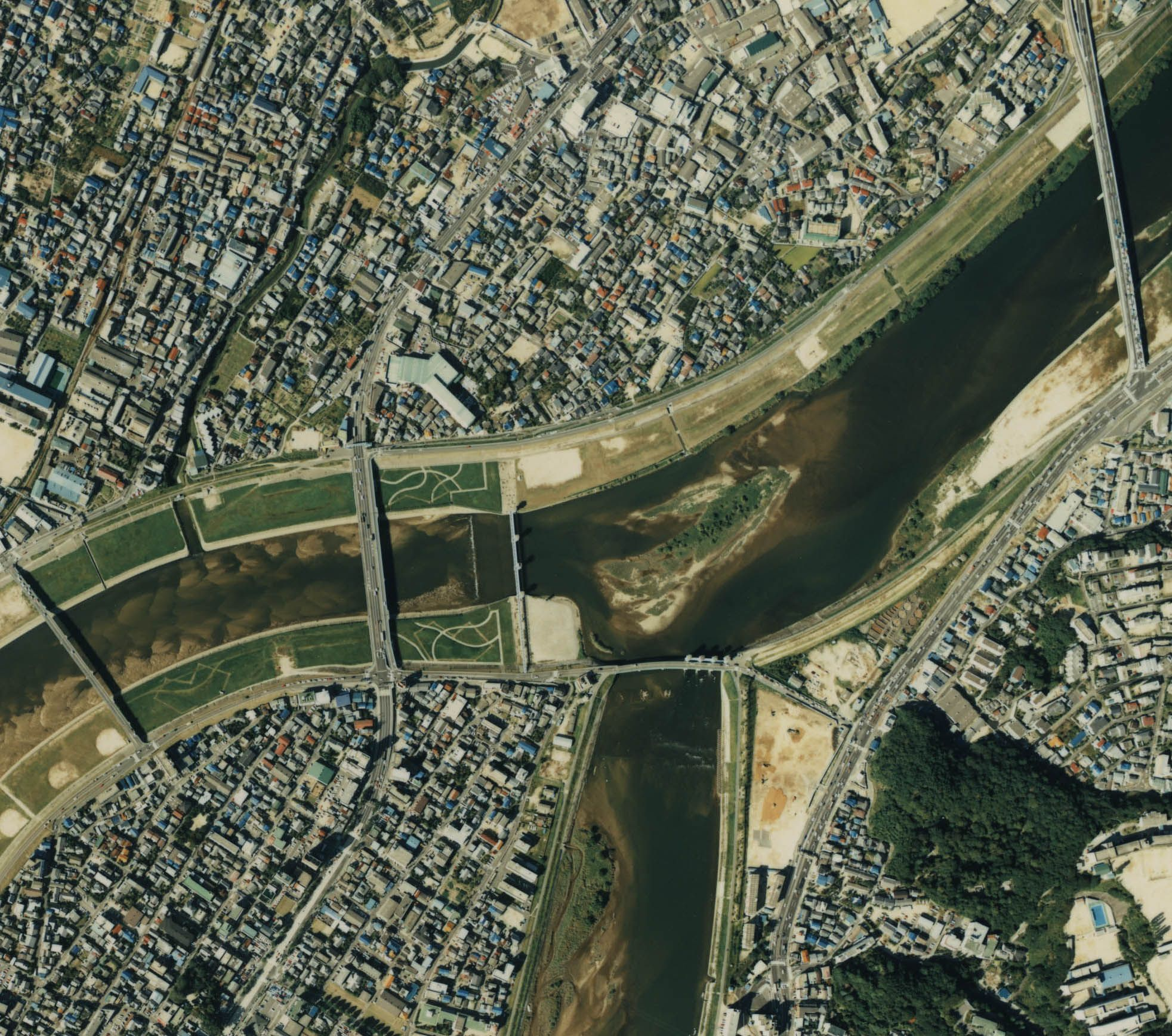
左方向へ流れるのが放水路で、その最上流が祇園水門、その左が祇園大橋。

祇園大橋（ぎおんおおはし）は、広島県広島市の太田川（太田川放水路）に架かる道路橋。

## 概要
国道183号（旧・国道54号）筋の橋。下流に広島県道277号古市広島線筋の新庄橋、上流に祇園水門その先には旧太田川（本川）との分流点がある。
南詰交差点を左折すると大芝橋（大芝水門）、南詰交差点から少し南下するとJR横川駅にたどり着く。北詰上流側には長束八幡宮がある。下流側に少し歩くと市立長束小学校が見える。
放水路改修工事にともない、1963年（昭和38年）3月に架橋される。1965年（昭和40年）に国道54号が新庄橋からこの橋へ移っている。1970年（昭和45年）に歩道部の拡幅工事を行っている。その後、東に祇園新道が整備され、2008年には国道54号の指定から外され国道183号の橋梁となった。

## 諸元
- 路線名 - 国道183号（国道261号重複）
- 橋長 - 265.0m
- 支間 - 32.5m+36.0m+42.5m+43.0m+42.5m+36.0m+32.5m
- 幅員 - 12,1m
- 上部工 - 7径間ゲルバー鈑桁橋
- 下部工 - RC逆T式橋台2基、RC壁式橋脚6基
- 基礎工 - ?